# Syntormon peregrinus
Syntormon peregrinus är en tvåvingeart som beskrevs av Octave Parent 1954. Syntormon peregrinus ingår i släktet Syntormon och familjen styltflugor. Inga underarter finns listade i Catalogue of Life.